# Robert Baron Platt of Grindleford
Robert Baron Platt of Grindleford, britanski general, * 1900, † 1978.